# Danh sách cầu thủ tham dự giải vô địch bóng đá U-17 thế giới 1999

## Bảng A

### New Zealand
Huấn luyện viên:  Kevin Fallon
| Số | Vt | Cầu thủ         | Ngày sinh (tuổi)            | Số trận | Câu lạc bộ        |
| -- | -- | --------------- | --------------------------- | ------- | ----------------- |
| 1  | TM | Sacha Nathu     | 26 tháng 4, 1982 (17 tuổi)  |         | Team Wellington   |
| 2  | HV | Julius Kolk     | 18 tháng 3, 1982 (17 tuổi)  |         | Nelson            |
| 3  | HV | Sanjay Singh    | 4 tháng 6, 1982 (17 tuổi)   |         | Taranaki          |
| 4  | HV | David Rayner    | 18 tháng 3, 1982 (17 tuổi)  |         | Bay of Plenty     |
| 5  | HV | Tony Lochhead   | 12 tháng 1, 1982 (17 tuổi)  |         | Bay of Plenty     |
| 6  | HV | Cameron Knowles | 11 tháng 10, 1982 (17 tuổi) |         | North Harbour JFA |
| 7  | TV | Dave Mulligan   | 24 tháng 3, 1982 (17 tuổi)  |         | Barnsley          |
| 8  | TV | Jeremy Christie | 22 tháng 5, 1983 (16 tuổi)  |         | Northland         |
| 9  | TĐ | James Pritchett | 1 tháng 7, 1982 (17 tuổi)   |         | Auckland JFA      |
| 10 | TĐ | Allan Pearce    | 7 tháng 4, 1983 (16 tuổi)   |         | Mana JFA          |
| 11 | TĐ | Brent Fisher    | 6 tháng 7, 1983 (16 tuổi)   |         | Canterbury United |
| 12 | TV | Steve Turner    | 30 tháng 6, 1982 (17 tuổi)  |         | Auckland JFA      |
| 13 | TV | Daniel Trent    | 12 tháng 10, 1982 (17 tuổi) |         | Counties          |
| 14 | TV | Neil Jones      | 16 tháng 2, 1982 (17 tuổi)  |         | North Harbour JFA |
| 15 | TV | Ricky Hill      | 30 tháng 4, 1982 (17 tuổi)  |         | Auckland JFA      |
| 16 | TV | Karl Budgen     | 13 tháng 2, 1982 (17 tuổi)  |         | Waikato           |
| 17 | TĐ | Sebastián Pérez | 4 tháng 2, 1982 (17 tuổi)   |         | Auckland JFA      |
| 18 | TM | Gary Bridle     | 25 tháng 3, 1982 (17 tuổi)  |         | Hawkes Bay        |

### Hoa Kỳ
Huấn luyện viên:  John Ellinger
| Số | Vt | Cầu thủ          | Ngày sinh (tuổi)           | Số trận | Câu lạc bộ           |
| -- | -- | ---------------- | -------------------------- | ------- | -------------------- |
| 1  | TM | D.J. Countess    | 9 tháng 1, 1982 (17 tuổi)  |         | San Juan             |
| 2  | HV | Kellen Kalso     | 16 tháng 1, 1982 (17 tuổi) |         | Vardar III           |
| 3  | TV | DaMarcus Beasley | 24 tháng 5, 1982 (17 tuổi) |         | Los Angeles Galaxy   |
| 4  | TV | Nelson Akwari    | 4 tháng 2, 1982 (17 tuổi)  |         | Texans               |
| 5  | HV | Alex Yi          | 27 tháng 2, 1982 (17 tuổi) |         | FC Potomac           |
| 6  | HV | Gregory Martin   | 5 tháng 1, 1982 (17 tuổi)  |         | Dallas Comets        |
| 7  | TV | Kenny Cutler     | 8 tháng 3, 1982 (17 tuổi)  |         | Richmond Strikers    |
| 8  | TV | Bryan Jackson    | 14 tháng 4, 1982 (17 tuổi) |         | Claremont Stars      |
| 9  | TV | Adolfo Gregorio  | 1 tháng 10, 1982 (17 tuổi) |         | Turlock Tornadoes    |
| 10 | TĐ | Landon Donovan   | 4 tháng 3, 1982 (17 tuổi)  |         | Bayer Leverkusen     |
| 11 | TĐ | Bobby Convey     | 27 tháng 5, 1983 (16 tuổi) |         | Coppa                |
| 12 | TV | Raúl Palomares   | 6 tháng 2, 1983 (16 tuổi)  |         | 1. FC Kaiserslautern |
| 13 | TĐ | Abe Thompson     | 12 tháng 1, 1982 (17 tuổi) |         | Braddock Warhawks    |
| 14 | HV | Oguchi Onyewu    | 13 tháng 5, 1982 (17 tuổi) |         | FC Potomac           |
| 15 | TV | Kyle Beckerman   | 23 tháng 4, 1982 (17 tuổi) |         | Commack United       |
| 16 | TĐ | Jordan Cila      | 11 tháng 4, 1982 (17 tuổi) |         | Commack United       |
| 17 | HV | Seth Trembly     | 21 tháng 3, 1982 (17 tuổi) |         | Colorado Rapids      |
| 18 | TM | Steve Cronin     | 28 tháng 5, 1983 (16 tuổi) |         | San Juan             |

### Uruguay
Huấn luyện viên:  Víctor Púa
| Số | Vt | Cầu thủ            | Ngày sinh (tuổi)            | Số trận | Câu lạc bộ        |
| -- | -- | ------------------ | --------------------------- | ------- | ----------------- |
| 1  | TM | Martín Silva       | 25 tháng 3, 1983 (16 tuổi)  |         | Defensor Sporting |
| 2  | HV | Williams Martínez  | 18 tháng 12, 1982 (16 tuổi) |         | Defensor Sporting |
| 3  | HV | Alvaro Meneses     | 26 tháng 5, 1982 (17 tuổi)  |         | Nacional          |
| 4  | HV | Rodolfo Pavia      | 9 tháng 4, 1982 (17 tuổi)   |         | Nacional          |
| 5  | TV | Carlos Jacques     | 11 tháng 2, 1982 (17 tuổi)  |         | Peñarol           |
| 6  | HV | Miguel Lapolla     | 27 tháng 1, 1982 (17 tuổi)  |         | Danubio           |
| 7  | TV | Sebastián Álvarez  | 29 tháng 1, 1982 (17 tuổi)  |         | Peñarol           |
| 8  | TV | Javier Garcia      | 30 tháng 9, 1982 (17 tuổi)  |         | Defensor Sporting |
| 9  | TĐ | Mario Leguizamón   | 7 tháng 7, 1982 (17 tuổi)   |         | Peñarol           |
| 10 | TV | Rubén Olivera      | 4 tháng 5, 1983 (16 tuổi)   |         | Danubio           |
| 11 | TĐ | Horacio Peralta    | 3 tháng 6, 1982 (17 tuổi)   |         | Danubio           |
| 12 | TM | Fernando Rodríguez | 2 tháng 1, 1983 (16 tuổi)   |         | Defensor Sporting |
| 13 | HV | Gonzalo Novegil    | 14 tháng 10, 1982 (17 tuổi) |         | Danubio           |
| 14 | HV | Washington Alonso  | 24 tháng 9, 1982 (17 tuổi)  |         | Cerro             |
| 15 | HV | Ignacio Portillo   | 3 tháng 8, 1982 (17 tuổi)   |         | Wanderers         |
| 16 | TV | Pablo Munhoz       | 31 tháng 8, 1982 (17 tuổi)  |         | Defensor Sporting |
| 17 | TĐ | Sergio Leal        | 25 tháng 9, 1982 (17 tuổi)  |         | Peñarol           |
| 18 | TV | Peter Vera         | 8 tháng 12, 1982 (16 tuổi)  |         | Nacional          |

### Ba Lan
Huấn luyện viên:  Michał Globisz
| Số | Vt | Cầu thủ              | Ngày sinh (tuổi)            | Số trận | Câu lạc bộ       |
| -- | -- | -------------------- | --------------------------- | ------- | ---------------- |
| 1  | TM | Tomasz Kuszczak      | 20 tháng 3, 1982 (17 tuổi)  |         | Śląsk Wrocław    |
| 2  | HV | Marcin Rogalski      | 15 tháng 7, 1982 (17 tuổi)  |         | Halex Olsztyn    |
| 3  | HV | Adrian Napierała     | 16 tháng 2, 1982 (17 tuổi)  |         | MSP Szamotuły    |
| 4  | HV | Tomasz Wisio         | 20 tháng 1, 1982 (17 tuổi)  |         | Zagłębie Lubin   |
| 5  | HV | Wojciech Szymanek    | 1 tháng 3, 1982 (17 tuổi)   |         | Polonia Warszawa |
| 6  | TV | Wojciech Łobodziński | 20 tháng 10, 1982 (17 tuổi) |         | Halex Olsztyn    |
| 7  | HV | Łukasz Nawotczyński  | 30 tháng 3, 1982 (17 tuổi)  |         | Lechia Gdańsk    |
| 8  | TV | Dariusz Zawadzki     | 18 tháng 6, 1982 (17 tuổi)  |         | Wisła Kraków     |
| 9  | TV | Łukasz Madej         | 14 tháng 4, 1982 (17 tuổi)  |         | ŁKS Łódź         |
| 10 | TĐ | Łukasz Mierzejewski  | 31 tháng 8, 1982 (17 tuổi)  |         | Lechia Gdańsk    |
| 11 | TĐ | Radosław Matusiak    | 1 tháng 1, 1982 (17 tuổi)   |         | ŁKS Łódź         |
| 12 | TM | Paweł Kapsa          | 24 tháng 7, 1982 (17 tuổi)  |         | Ostrowiec        |
| 13 | TV | Piotr Brożek         | 21 tháng 4, 1983 (16 tuổi)  |         | Wisła Kraków     |
| 14 | TV | Sebastian Mila       | 10 tháng 7, 1982 (17 tuổi)  |         | Lechia Gdańsk    |
| 15 | TV | Robert Sierant       | 8 tháng 7, 1982 (17 tuổi)   |         | ŁKS Łódź         |
| 16 | TĐ | Michał Janicki       | 29 tháng 9, 1982 (17 tuổi)  |         | Pogoń Szczecin   |
| 17 | HV | Kamil Kuzera         | 11 tháng 3, 1983 (16 tuổi)  |         | Wisła Kraków     |
| 18 | TĐ | Paweł Brożek         | 21 tháng 4, 1983 (16 tuổi)  |         | Wisła Kraków     |

## Bảng B

### Ghana
Huấn luyện viên:  Cecil Attuquayefio
| Số | Vt | Cầu thủ             | Ngày sinh (tuổi)            | Số trận | Câu lạc bộ            |
| -- | -- | ------------------- | --------------------------- | ------- | --------------------- |
| 1  | TM | Maxwell Owusu       | 7 tháng 9, 1982 (17 tuổi)   |         | Hasaacas              |
| 2  | HV | Emmanuel Nkrumah    | 20 tháng 12, 1982 (16 tuổi) |         | All Blacks            |
| 3  | HV | Lawrence Kainya     | 10 tháng 1, 1982 (17 tuổi)  |         | Neoplan Stars         |
| 4  | HV | Michael Essien      | 3 tháng 12, 1982 (16 tuổi)  |         | Liberty Professionals |
| 5  | HV | Michael Donkor      | 24 tháng 1, 1982 (17 tuổi)  |         | De Gaulle Stars       |
| 6  | TV | Kwame Pele Frimpong | 24 tháng 9, 1983 (16 tuổi)  |         | Liberty Professionals |
| 7  | HV | Ibrahim Atiku       | 20 tháng 5, 1983 (16 tuổi)  |         | Cowlane Babies        |
| 8  | TV | Michael Osei        | 22 tháng 9, 1982 (17 tuổi)  |         | Mysterious Dwarfs     |
| 9  | TV | Razak Pimpong       | 30 tháng 12, 1982 (16 tuổi) |         | Great Olympics        |
| 10 | TV | Nathaniel Lamptey   | 7 tháng 7, 1983 (16 tuổi)   |         | Stay Cool             |
| 11 | TĐ | Seth Ablade         | 30 tháng 4, 1983 (16 tuổi)  |         | No club               |
| 12 | HV | Ibrahim Abdul Razak | 18 tháng 4, 1983 (16 tuổi)  |         | Mighty Jets           |
| 13 | TV | Anthony Obodai      | 6 tháng 8, 1982 (17 tuổi)   |         | Liberty Professionals |
| 14 | HV | Stephen Tetteh      | 14 tháng 11, 1982 (16 tuổi) |         | Mighty Jets           |
| 15 | TĐ | Ishmael Addo        | 30 tháng 12, 1982 (16 tuổi) |         | Hearts of Oak         |
| 16 | TM | Sumaila Abdallah    | 17 tháng 7, 1982 (17 tuổi)  |         | Dawu Youngstars       |
| 17 | TĐ | Stephen Oduro       | 13 tháng 4, 1983 (16 tuổi)  |         | Real Tamale United    |
| 18 | HV | Bernard Dong Bortey | 22 tháng 9, 1982 (17 tuổi)  |         | Ghapoha Readers       |

### Tây Ban Nha
Huấn luyện viên:  Juan Santisteban
| Số | Vt | Cầu thủ           | Ngày sinh (tuổi)           | Số trận | Câu lạc bộ       |
| -- | -- | ----------------- | -------------------------- | ------- | ---------------- |
| 1  | TM | Pepe Reina        | 31 tháng 8, 1982 (17 tuổi) |         | Barcelona        |
| 2  | HV | Juan Carlos Duque | 26 tháng 1, 1982 (17 tuổi) |         | Real Madrid      |
| 3  | HV | Enrique Corrales  | 1 tháng 3, 1982 (17 tuổi)  |         | Real Madrid      |
| 4  | TV | Mikel Arteta      | 26 tháng 3, 1982 (17 tuổi) |         | Barcelona        |
| 5  | HV | Mario             | 2 tháng 2, 1982 (17 tuổi)  |         | Amorós           |
| 6  | HV | Rubén             | 19 tháng 1, 1982 (17 tuổi) |         | Real Madrid      |
| 7  | HV | Nano              | 20 tháng 4, 1982 (17 tuổi) |         | Barcelona        |
| 8  | TV | Líbero Parri (c)  | 18 tháng 1, 1982 (17 tuổi) |         | Villarreal       |
| 9  | TV | Elías             | 16 tháng 2, 1982 (17 tuổi) |         | Amorós           |
| 10 | TV | Ernesto           | 5 tháng 3, 1982 (17 tuổi)  |         | Real Madrid      |
| 11 | TV | Albert Crusat     | 13 tháng 5, 1982 (17 tuổi) |         | Espanyol         |
| 12 | HV | Diego Alegre      | 22 tháng 3, 1982 (17 tuổi) |         | Valencia         |
| 13 | TM | David Relaño      | 22 tháng 4, 1982 (17 tuổi) |         | Betis            |
| 14 | TĐ | Jonathan Aspas    | 28 tháng 2, 1982 (17 tuổi) |         | Celta Vigo       |
| 15 | TĐ | Aitor Gómez       | 6 tháng 5, 1982 (17 tuổi)  |         | Atlético Madrid  |
| 16 | TĐ | Jorge Perona      | 1 tháng 4, 1982 (17 tuổi)  |         | Barcelona        |
| 17 | TĐ | Nacho             | 6 tháng 11, 1982 (17 tuổi) |         | Racing Santander |
| 18 | HV | Fernando Navarro  | 25 tháng 6, 1982 (17 tuổi) |         | Barcelona        |

### México
Huấn luyện viên:  José Luís Real Casillas
| Số | Vt | Cầu thủ            | Ngày sinh (tuổi)           | Số trận | Câu lạc bộ  |
| -- | -- | ------------------ | -------------------------- | ------- | ----------- |
| 1  | TM | Adolfo Cabrera     | 18 tháng 5, 1982 (17 tuổi) |         | Guadalajara |
| 2  | HV | Félix Grijalva     | 6 tháng 6, 1982 (17 tuổi)  |         | Atlante     |
| 3  | HV | Julio Bracamontes  | 9 tháng 9, 1982 (17 tuổi)  |         | Guadalajara |
| 4  | HV | Juan Manuel Azuara | 21 tháng 3, 1982 (17 tuổi) |         | Tigres      |
| 5  | HV | Mario Pérez        | 17 tháng 6, 1982 (17 tuổi) |         | Necaxa      |
| 6  | HV | Ernesto María      | 22 tháng 2, 1982 (17 tuổi) |         | Atlas       |
| 7  | TĐ | Héctor Vallejo     | 28 tháng 3, 1982 (17 tuổi) |         | Monterrey   |
| 8  | TV | Edgar López        | 20 tháng 1, 1982 (17 tuổi) |         | Cruz Azul   |
| 9  | TĐ | Juan Estrada       | 18 tháng 5, 1982 (17 tuổi) |         | Cruz Azul   |
| 10 | TV | Ricardo Sánchez    | 27 tháng 5, 1982 (17 tuổi) |         | Atlas       |
| 11 | TĐ | Omar Aguayo        | 8 tháng 4, 1982 (17 tuổi)  |         | Guadalajara |
| 12 | TM | Cirilo Saucedo     | 5 tháng 1, 1982 (17 tuổi)  |         | León        |
| 13 | TV | Aarón Galindo      | 8 tháng 5, 1982 (17 tuổi)  |         | Cruz Azul   |
| 14 | TĐ | Gerardo Hernández  | 20 tháng 4, 1982 (17 tuổi) |         | Pumas UNAM  |
| 15 | TĐ | Gerardo Baca       | 13 tháng 1, 1982 (17 tuổi) |         | Atlante     |
| 16 | TĐ | Gustavo Ramírez    | 20 tháng 9, 1982 (17 tuổi) |         | Necaxa      |
| 17 | HV | Julio Elías        | 21 tháng 8, 1982 (17 tuổi) |         | Cruz Azul   |
| 18 | TĐ | Yared Yañez        | 2 tháng 4, 1982 (17 tuổi)  |         | Toros Neza  |

### Thái Lan
Huấn luyện viên:  Somchad Yimsiri
| Số | Vt | Cầu thủ               | Ngày sinh (tuổi)            | Số trận | Câu lạc bộ                  |
| -- | -- | --------------------- | --------------------------- | ------- | --------------------------- |
| 1  | TM | Intharat Apinyakool   | 30 tháng 5, 1982 (17 tuổi)  |         | Bangkok Christian College   |
| 2  | HV | Suree Sukha           | 27 tháng 7, 1982 (17 tuổi)  |         | Assumption College Sriracha |
| 3  | HV | Pimponkan Sopon       | 8 tháng 4, 1983 (16 tuổi)   |         | Assumption College Sriracha |
| 4  | HV | Kraikiat Beadtaku     | 26 tháng 1, 1982 (17 tuổi)  |         | Suphanburi Sports College   |
| 5  | HV | Nontapan Jeansatawong | 9 tháng 2, 1982 (17 tuổi)   |         | Suphanburi Sports College   |
| 6  | HV | Wasan Sungkpurn       | 18 tháng 2, 1982 (17 tuổi)  |         | Assumption College Bangkok  |
| 7  | HV | Kittikun Suwannatri   | 3 tháng 3, 1983 (16 tuổi)   |         | Triem U Dom School          |
| 8  | HV | Songsak Chaisamak     | 10 tháng 7, 1983 (16 tuổi)  |         | Assumption College Sriracha |
| 9  | TĐ | Suriya Amatawech      | 28 tháng 1, 1982 (17 tuổi)  |         | Bangkok Christian College   |
| 10 | TĐ | Teeratep Winothai     | 16 tháng 2, 1985 (14 tuổi)  |         | Bangkok Christian College   |
| 11 | TĐ | Preecha Pinpradub     | 2 tháng 1, 1982 (17 tuổi)   |         | Suphanburi Sports College   |
| 12 | HV | Nattaporn Phanrit     | 11 tháng 1, 1982 (17 tuổi)  |         | Assumption College Sriracha |
| 13 | HV | Udorn Pimpak          | 7 tháng 2, 1982 (17 tuổi)   |         | Assumption College Sriracha |
| 14 | TV | Theerayut Duangpimy   | 20 tháng 11, 1982 (16 tuổi) |         | Suthiwararam School         |
| 15 | TV | Sakda Joemdee         | 7 tháng 4, 1982 (17 tuổi)   |         | Suankalub School            |
| 16 | TV | Pichitphong Choeichiu | 28 tháng 8, 1982 (17 tuổi)  |         | Suphanburi Sports College   |
| 17 | TV | Praiwet Wanna         | 23 tháng 5, 1983 (16 tuổi)  |         | Assumption College Sriracha |
| 18 |    | Montri Jaimeeethaml   | 30 tháng 7, 1983 (16 tuổi)  |         | Assumption College Sriracha |

## Bảng C

### Brasil
Huấn luyện viên:  Carlos César Ramos
| Số | Vt | Cầu thủ         | Ngày sinh (tuổi)            | Số trận | Câu lạc bộ    |
| -- | -- | --------------- | --------------------------- | ------- | ------------- |
| 1  | TM | Rubinho         | 4 tháng 8, 1982 (17 tuổi)   |         | Corinthians   |
| 2  | HV | Bruno Leite     | 11 tháng 1, 1982 (17 tuổi)  |         | Vasco da Gama |
| 3  | HV | Marquinhos      | 21 tháng 10, 1982 (17 tuổi) |         | Corinthians   |
| 4  | HV | Ricardo         | 25 tháng 2, 1982 (17 tuổi)  |         | Vasco da Gama |
| 5  | TV | Eduardo Costa   | 23 tháng 9, 1982 (17 tuổi)  |         | Grêmio        |
| 6  | TV | Anderson        | 10 tháng 1, 1983 (16 tuổi)  |         | Flamengo      |
| 7  | TV | Léo Lima        | 14 tháng 1, 1982 (17 tuổi)  |         | Madureira     |
| 8  | TV | Walker          | 15 tháng 2, 1982 (17 tuổi)  |         | Ajax          |
| 9  | TĐ | Souza           | 4 tháng 3, 1982 (17 tuổi)   |         | Madureira     |
| 10 | TV | Cacá            | 9 tháng 10, 1982 (17 tuổi)  |         | São Paulo     |
| 11 | TĐ | Leandro         | 26 tháng 2, 1982 (17 tuổi)  |         | São Paulo     |
| 12 | TM | Diego Cavalieri | 1 tháng 12, 1982 (16 tuổi)  |         | Palmeiras     |
| 13 | HV | Carlos Henrique | 23 tháng 6, 1983 (16 tuổi)  |         | Vitória       |
| 14 | HV | Matheus         | 5 tháng 4, 1982 (17 tuổi)   |         | Grêmio        |
| 15 | TV | Wellington      | 23 tháng 1, 1982 (17 tuổi)  |         | Corinthians   |
| 16 | TĐ | Léo Macaé       | 28 tháng 3, 1983 (16 tuổi)  |         | Vasco da Gama |
| 17 | TV | Andrezinho      | 30 tháng 7, 1983 (16 tuổi)  |         | Flamengo      |
| 18 | TĐ | Adriano         | 17 tháng 2, 1982 (17 tuổi)  |         | Flamengo      |

### Úc
Huấn luyện viên:  Les Scheinflug
| Số | Vt | Cầu thủ                  | Ngày sinh (tuổi)            | Số trận | Câu lạc bộ                         |
| -- | -- | ------------------------ | --------------------------- | ------- | ---------------------------------- |
| 1  | TM | Jess Kedwell-Vanstrattan | 19 tháng 7, 1982 (17 tuổi)  |         | Northern Spirit                    |
| 2  | HV | Shane Lockhart           | 26 tháng 9, 1982 (17 tuổi)  |         | NSW Academy                        |
| 3  | HV | Shane Cansdell-Sherriff  | 20 tháng 11, 1982 (16 tuổi) |         | Leeds United                       |
| 4  | HV | Aaron Goulding           | 29 tháng 4, 1982 (17 tuổi)  |         | South Australia Institute of Sport |
| 5  | HV | Adrian Madaschi          | 11 tháng 7, 1982 (17 tuổi)  |         | Atalanta                           |
| 6  | HV | Mark Byrnes              | 8 tháng 2, 1982 (17 tuổi)   |         | Parramatta Power                   |
| 7  | TV | Jade North               | 7 tháng 1, 1982 (17 tuổi)   |         | Australian Institute of Sport      |
| 8  | TV | Louis Brain              | 9 tháng 5, 1982 (17 tuổi)   |         | Adelaide Force                     |
| 9  | TĐ | Joe Di Iorio             | 8 tháng 4, 1982 (17 tuổi)   |         | Werder Bremen                      |
| 10 | TV | Lucas Pantelis           | 12 tháng 3, 1982 (17 tuổi)  |         | Australian Institute of Sport      |
| 11 | TĐ | Scott McDonald           | 21 tháng 8, 1983 (16 tuổi)  |         | Victoria Institute of Sport        |
| 12 | TĐ | Joshua Kennedy           | 20 tháng 8, 1982 (17 tuổi)  |         | Australian Institute of Sport      |
| 13 | HV | Iain Fyfe                | 3 tháng 4, 1982 (17 tuổi)   |         | South Australia Institute of Sport |
| 14 | TV | Brad Groves              | 29 tháng 1, 1982 (17 tuổi)  |         | Leeds United                       |
| 15 | TV | Anthony Doumanis         | 1 tháng 2, 1982 (17 tuổi)   |         | NSW Academy                        |
| 16 | TV | Wayne Srhoj              | 23 tháng 3, 1982 (17 tuổi)  |         | Australian Institute of Sport      |
| 17 | TV | Dylan Macallister        | 17 tháng 5, 1982 (17 tuổi)  |         | Sydney Olympic                     |
| 18 | TM | Matthew Milošević        | 29 tháng 10, 1982 (17 tuổi) |         | South Australia Institute of Sport |

### Mali
Huấn luyện viên:  Fanyery Diarra
| Số | Vt | Cầu thủ               | Ngày sinh (tuổi)            | Số trận | Câu lạc bộ       |
| -- | -- | --------------------- | --------------------------- | ------- | ---------------- |
| 1  | TM | Cheick Bathily        | 10 tháng 10, 1982 (17 tuổi) |         | Onze Créateurs   |
| 2  | HV | Mintou Doucoure       | 19 tháng 7, 1982 (17 tuổi)  |         | CSK              |
| 3  | TV | Sidi Diop             | 28 tháng 12, 1982 (16 tuổi) |         | Onze Créateurs   |
| 4  | HV | Ousmane Diakite       | 4 tháng 3, 1982 (17 tuổi)   |         | CSK              |
| 5  | HV | Bamba Sylla           | 17 tháng 2, 1982 (17 tuổi)  |         | Djoliba AC       |
| 6  | HV | Dalla Diallo          | 3 tháng 3, 1982 (17 tuổi)   |         | CSK              |
| 7  | TV | Amadou Diallo         | 16 tháng 10, 1982 (17 tuổi) |         | Djoliba AC       |
| 8  | TV | Djibril Sidibé        | 23 tháng 3, 1982 (17 tuổi)  |         | AS Monaco        |
| 9  | TĐ | Idrissa Koné          | 20 tháng 6, 1982 (17 tuổi)  |         | Stade Malien     |
| 10 | TV | Abdoul Traoré         | 24 tháng 3, 1982 (17 tuổi)  |         | Djoliba AC       |
| 11 | TĐ | Mamadou Diallo        | 17 tháng 4, 1982 (17 tuổi)  |         | CSK              |
| 12 | TĐ | Mohamed Sidibé        | 17 tháng 5, 1983 (16 tuổi)  |         | CSK              |
| 13 | TĐ | Abdoulaye Diaby       | 25 tháng 11, 1982 (16 tuổi) |         | Djoliba AC       |
| 14 | TĐ | Mamadou Diawara       | 25 tháng 5, 1982 (17 tuổi)  |         | CSK              |
| 15 | TĐ | Kalilou Doumbia       | 25 tháng 1, 1982 (17 tuổi)  |         | Cercle Olympique |
| 16 | TM | Youssouf Simpara      | 14 tháng 1, 1982 (17 tuổi)  |         | CSK              |
| 17 | TĐ | Koly Kanté            | 11 tháng 11, 1982 (16 tuổi) |         | Angoulême        |
| 18 | HV | Souleymane Diamoutene | 30 tháng 1, 1983 (16 tuổi)  |         | Tata National    |

### Đức
Huấn luyện viên:  Erich Rutemoeller
| Số | Vt | Cầu thủ             | Ngày sinh (tuổi)           | Số trận | Câu lạc bộ           |
| -- | -- | ------------------- | -------------------------- | ------- | -------------------- |
| 1  | TM | Jan Schlösser       | 27 tháng 9, 1982 (17 tuổi) |         | Bayern Munich        |
| 2  | HV | Torsten Reuter      | 15 tháng 9, 1982 (17 tuổi) |         | 1. FC Kaiserslautern |
| 3  | TV | Lars Finke          | 25 tháng 8, 1982 (17 tuổi) |         | Hertha BSC           |
| 4  | HV | Florian Thorwart    | 20 tháng 4, 1982 (17 tuổi) |         | Borussia Dortmund    |
| 5  | HV | Hannes Wilking      | 17 tháng 4, 1982 (17 tuổi) |         | Werder Bremen        |
| 6  | TV | Markus Feulner      | 12 tháng 2, 1982 (17 tuổi) |         | Bayern Munich        |
| 7  | TV | Florian Kringe      | 18 tháng 8, 1982 (17 tuổi) |         | Borussia Dortmund    |
| 8  | TV | Thomas Hitzlsperger | 5 tháng 4, 1982 (17 tuổi)  |         | Bayern Munich        |
| 9  | TĐ | Florian Heller      | 10 tháng 3, 1982 (17 tuổi) |         | Bayern Munich        |
| 10 | TV | Andreas Hinkel      | 26 tháng 3, 1982 (17 tuổi) |         | VfB Stuttgart        |
| 11 | TĐ | Leonhard Haas       | 9 tháng 1, 1982 (17 tuổi)  |         | Bayern Munich        |
| 12 | TM | Dennis Eilhoff      | 31 tháng 7, 1982 (17 tuổi) |         | Arminia Bielefeld    |
| 13 | HV | Michael Fink        | 1 tháng 2, 1982 (17 tuổi)  |         | VfB Stuttgart        |
| 14 | HV | Stefan Beckert      | 3 tháng 5, 1982 (17 tuổi)  |         | Carl Zeiss Jena      |
| 15 | TV | Andreas Görlitz     | 31 tháng 1, 1982 (17 tuổi) |         | 1860 München         |
| 16 | TV | Thomas Wörle        | 11 tháng 2, 1982 (17 tuổi) |         | FC Augsburg          |
| 17 | TĐ | Daniel Niemann      | 18 tháng 3, 1982 (17 tuổi) |         | Werder Bremen        |
| 18 | TĐ | Jürgen Schmid       | 11 tháng 2, 1982 (17 tuổi) |         | Bayern Munich        |

## Bảng D

### Jamaica
Huấn luyện viên:  Clovis de Oliveira
| Số | Vt | Cầu thủ          | Ngày sinh (tuổi)            | Số trận | Câu lạc bộ     |
| -- | -- | ---------------- | --------------------------- | ------- | -------------- |
| 1  | TM | Keith Wilson     | 9 tháng 8, 1982 (17 tuổi)   |         | Wadadah        |
| 2  | HV | Sheldon Battiste | 27 tháng 7, 1983 (16 tuổi)  |         | Galaxy         |
| 3  | HV | Alex Thomas      | 12 tháng 1, 1983 (16 tuổi)  |         | Real Mona      |
| 4  | HV | Keveral Stewart  | 12 tháng 7, 1982 (17 tuổi)  |         | Real Mona      |
| 5  | HV | Shane Stevens    | 10 tháng 3, 1982 (17 tuổi)  |         | Real Mona      |
| 6  | HV | Loren Sailsman   | 14 tháng 3, 1982 (17 tuổi)  |         | Violet Kickers |
| 7  | TV | Sean Fraser      | 15 tháng 2, 1983 (16 tuổi)  |         | Harbour View   |
| 8  | TV | Keith Kelly      | 25 tháng 3, 1983 (16 tuổi)  |         | Harbour View   |
| 9  | TĐ | Reinaldo Stewart | 10 tháng 11, 1982 (17 tuổi) |         | Real Mona      |
| 10 | TĐ | Anthony Bennett  | 23 tháng 9, 1982 (17 tuổi)  |         | Real Mona      |
| 11 | TV | Eshaya Bryan     | 15 tháng 3, 1982 (17 tuổi)  |         | Cooreville     |
| 12 | TĐ | Craig Gordon     | 12 tháng 2, 1983 (16 tuổi)  |         | Reno           |
| 13 | TM | Allien Whitthker | 19 tháng 6, 1983 (16 tuổi)  |         | Hazard United  |
| 14 | HV | Kingsley Brown   | 17 tháng 4, 1982 (17 tuổi)  |         | Reno           |
| 15 | TĐ | Dwayne Richards  | 11 tháng 1, 1982 (17 tuổi)  |         | Cooreville     |
| 16 | HV | Kevin King       | 3 tháng 2, 1982 (17 tuổi)   |         | Santos         |
| 17 | TV | Dane Chambers    | 2 tháng 1, 1982 (17 tuổi)   |         | Juventos       |
| 18 | TV | Deshaun Woolery  | 13 tháng 9, 1982 (17 tuổi)  |         | Violet Kickers |

### Burkina Faso
Huấn luyện viên:  Michel Jacques Yameogo
| Số | Vt | Cầu thủ             | Ngày sinh (tuổi)            | Số trận | Câu lạc bộ       |
| -- | -- | ------------------- | --------------------------- | ------- | ---------------- |
| 1  | TM | Daouda Diakité      | 30 tháng 3, 1983 (16 tuổi)  |         | Planète Champion |
| 2  | HV | Lamine Traoré       | 10 tháng 6, 1982 (17 tuổi)  |         | Planète Champion |
| 3  | HV | Jose Yameogo        | 20 tháng 3, 1982 (17 tuổi)  |         | Racing Club Bobo |
| 4  | HV | Aboubacar Sanou     | 7 tháng 6, 1984 (15 tuổi)   |         | Racing Club Bobo |
| 5  | HV | Soumaila Tassembedo | 27 tháng 11, 1983 (15 tuổi) |         | Planète Champion |
| 6  | HV | Charles Pafadnam    | 5 tháng 1, 1983 (16 tuổi)   |         | Planète Champion |
| 7  | TĐ | Patrick Zoundi      | 19 tháng 7, 1982 (17 tuổi)  |         | Planète Champion |
| 8  | TĐ | Boureima Maïga      | 15 tháng 11, 1983 (15 tuổi) |         | Planète Champion |
| 9  | TĐ | Tanguy Barro        | 13 tháng 9, 1982 (17 tuổi)  |         | Racing Club Bobo |
| 10 | TĐ | Moussa Kaboré       | 6 tháng 7, 1982 (17 tuổi)   |         | Santos FC        |
| 11 | TĐ | Djibril Compaoré    | 1 tháng 8, 1983 (16 tuổi)   |         | ASFA Yennenga    |
| 12 | HV | Siaka Sanou         | 25 tháng 12, 1984 (14 tuổi) |         | Planète Champion |
| 13 | TV | Ibrahim Kaboré      | 5 tháng 9, 1984 (15 tuổi)   |         | Planète Champion |
| 14 | TV | Issaka Ouedraogo    | 5 tháng 4, 1982 (17 tuổi)   |         | US Ouagadougou   |
| 15 | TV | Ousseni Zongo       | 6 tháng 8, 1984 (15 tuổi)   |         | Planète Champion |
| 16 | TĐ | Alhassan Gambo      | 17 tháng 6, 1983 (16 tuổi)  |         | Racing Club Bobo |
| 17 | TV | Gaston Rouamba      | 7 tháng 12, 1982 (16 tuổi)  |         | Planète Champion |
| 18 | TM | Jean Kaboré         | 10 tháng 12, 1982 (16 tuổi) |         | RCK              |

### Paraguay
Huấn luyện viên:  Christobal Maldonado
| Số | Vt | Cầu thủ            | Ngày sinh (tuổi)            | Số trận | Câu lạc bộ          |
| -- | -- | ------------------ | --------------------------- | ------- | ------------------- |
| 1  | TM | Ever Caballero     | 27 tháng 4, 1982 (17 tuổi)  |         | Olimpia             |
| 2  | HV | David Villalba     | 13 tháng 4, 1982 (17 tuổi)  |         | Olimpia             |
| 3  | HV | José Devaca        | 18 tháng 9, 1982 (17 tuổi)  |         | Cerro Porteño       |
| 4  | HV | Víctor Melgarejo   | 24 tháng 2, 1982 (17 tuổi)  |         | Cerro Corá          |
| 5  | HV | Milner Farina      | 24 tháng 1, 1982 (17 tuổi)  |         | Atletico Colegiales |
| 6  | TV | Walter Fretes      | 18 tháng 5, 1982 (17 tuổi)  |         | Cerro Porteño       |
| 7  | TĐ | Tomás Guzmán       | 7 tháng 3, 1982 (17 tuổi)   |         | Presidente Hayes    |
| 8  | TV | Diego Moreno       | 1 tháng 3, 1982 (17 tuổi)   |         | Olimpia             |
| 9  | TĐ | Alejandro Da Silva | 18 tháng 5, 1982 (17 tuổi)  |         | Cerro Porteño       |
| 10 | TV | Victorino Peralta  | 30 tháng 12, 1984 (14 tuổi) |         | Sportivo Colombia   |
| 11 | TV | Diego Figueredo    | 28 tháng 4, 1982 (17 tuổi)  |         | Olimpia             |
| 12 | TM | Carlos Veron       | 21 tháng 8, 1982 (17 tuổi)  |         | Olimpia             |
| 13 | HV | Ever Miers         | 2 tháng 4, 1982 (17 tuổi)   |         | Cerro Porteño       |
| 14 | HV | Rolando Guerrero   | 6 tháng 3, 1982 (17 tuổi)   |         | 12 de Octubre       |
| 15 | TĐ | José Vera          | 22 tháng 9, 1983 (16 tuổi)  |         | Tacuary             |
| 16 | TĐ | Diego Santa Cruz   | 29 tháng 10, 1982 (17 tuổi) |         | Cerro Corá          |
| 17 | TĐ | Víctor Cabrera     | 28 tháng 6, 1982 (17 tuổi)  |         | Guaraní             |
| 18 | TĐ | Daniel Ferreira    | 25 tháng 9, 1982 (17 tuổi)  |         | Olimpia             |

### Qatar
Huấn luyện viên:  Saeed Al-Misnad
| Số | Vt | Cầu thủ             | Ngày sinh (tuổi)            | Số trận | Câu lạc bộ |
| -- | -- | ------------------- | --------------------------- | ------- | ---------- |
| 1  | TM | Salman Al-Ansari    | 1 tháng 1, 1983 (16 tuổi)   |         | Qatar SC   |
| 2  | HV | Abdullah Al-Asseiri | 28 tháng 9, 1983 (16 tuổi)  |         | Al Sadd    |
| 3  | HV | Essa Al-Kuwari      | 11 tháng 11, 1982 (16 tuổi) |         | Al Shamal  |
| 4  | HV | Salmeen Fawaz       | 11 tháng 9, 1983 (16 tuổi)  |         | Al Wakrah  |
| 5  | HV | Mohd Madabbu        | 4 tháng 10, 1982 (17 tuổi)  |         | Al Wakrah  |
| 6  | HV | Meshal Budawood     | 25 tháng 2, 1982 (17 tuổi)  |         | Qatar SC   |
| 7  | TV | Mohammed Mohamady   | 10 tháng 10, 1982 (17 tuổi) |         | Al Tawoun  |
| 8  | TV | Muamer Abdulrab     | 20 tháng 8, 1982 (17 tuổi)  |         | Qatar SC   |
| 9  | TV | Ahmed Moosa         | 7 tháng 10, 1982 (17 tuổi)  |         | Al Wakrah  |
| 10 | TV | Ibrahim Al-Romaihi  | 7 tháng 11, 1983 (16 tuổi)  |         | Qatar SC   |
| 11 | TĐ | Waleed Rasoul       | 7 tháng 9, 1982 (17 tuổi)   |         | Al Arabi   |
| 12 | HV | Mohammed Hussein    | 1 tháng 5, 1982 (17 tuổi)   |         | Al Ittihad |
| 13 | TĐ | Sayed Ali Bechir    | 6 tháng 9, 1982 (17 tuổi)   |         | Al Arabi   |
| 14 | HV | Ibrahim Al-Ghanim   | 27 tháng 6, 1983 (16 tuổi)  |         | Al Arabi   |
| 15 | TV | Mohammed Nafeed     | 27 tháng 1, 1982 (17 tuổi)  |         | Al Rayyan  |
| 16 | TĐ | Eissa Gholom        | 27 tháng 4, 1982 (17 tuổi)  |         | Al Sadd    |
| 17 | TV | Bilal Abuhamda      | 14 tháng 11, 1983 (15 tuổi) |         | Al Sadd    |
| 18 | TM | Madoud Mohamed      | 7 tháng 2, 1983 (16 tuổi)   |         | Al Arabi   |